# Constantin Nistor
Constantin Nistor (1887 - 1968) a fost un general român, activ în timpul celui de-al Doilea Război Mondial.
A fost înaintat la gradul de locotenent-colonel în 24 ianuarie 1936 și la gradul de colonel în 8 iunie 1940. Prin decretul regal nr. 2.241 din 21 noiembrie 1944 i s-a rectificat vechimea în grad astfel: locotenent-colonel (10 mai 1934) și colonel (27 februarie 1939).
Colonelul Constantin Nistor a fost înaintat pe 21 noiembrie 1944 la gradul de general de brigadă, începând cu data de 23 martie 1944.
Generalul de brigadă Constantin Nistor a fost trecut în cadrul disponibil la 9 august 1946, în baza legii nr. 433 din 1946, și apoi, din oficiu, în poziția de rezervă la 9 august 1947.

## Decorații
- Ordinul „Steaua României” în gradul de ofițer (8 iunie 1940)[5]
- Ordinul „23 August” clasa a IV-a (10 august 1964) „pentru merite deosebite în opera de construire a socialismului, cu prilejul celei de a XX-a aniversări a eliberării patriei”[6]
- Ordinul „Tudor Vladimirescu” clasa a III-a (30 aprilie 1966) „cu prilejul celei de-a 45-a aniversări de la înființarea Partidului Partidului Comunist din România, pentru merite deosebite în opera de construire a socialismului”[7]